# Cassida nebulosa
Cassida nebulosa är en skalbaggsart som beskrevs av Carl von Linné 1758. Cassida nebulosa ingår i släktet Cassida och familjen bladbaggar. Arten är reproducerande i Sverige. Inga underarter finns listade i Catalogue of Life.

## Bildgalleri

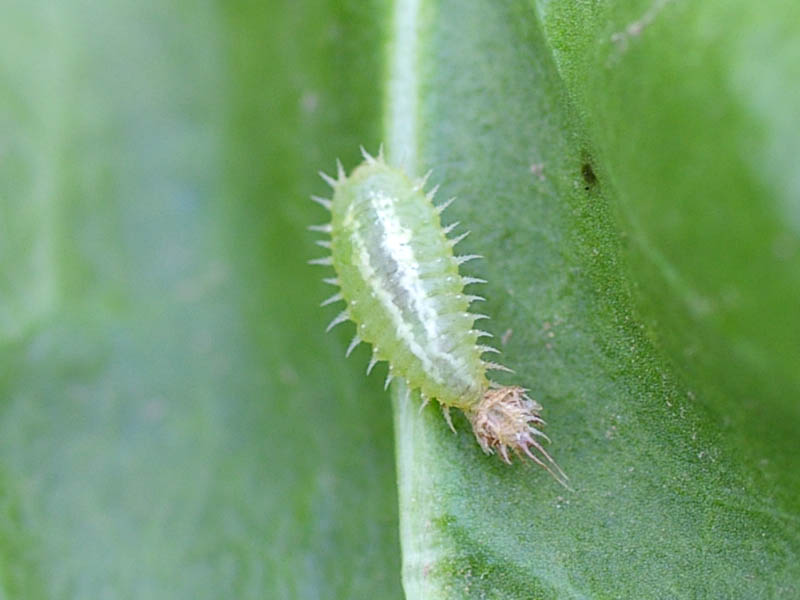
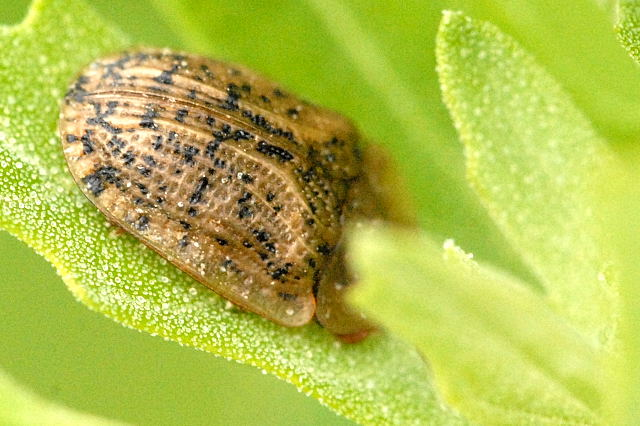
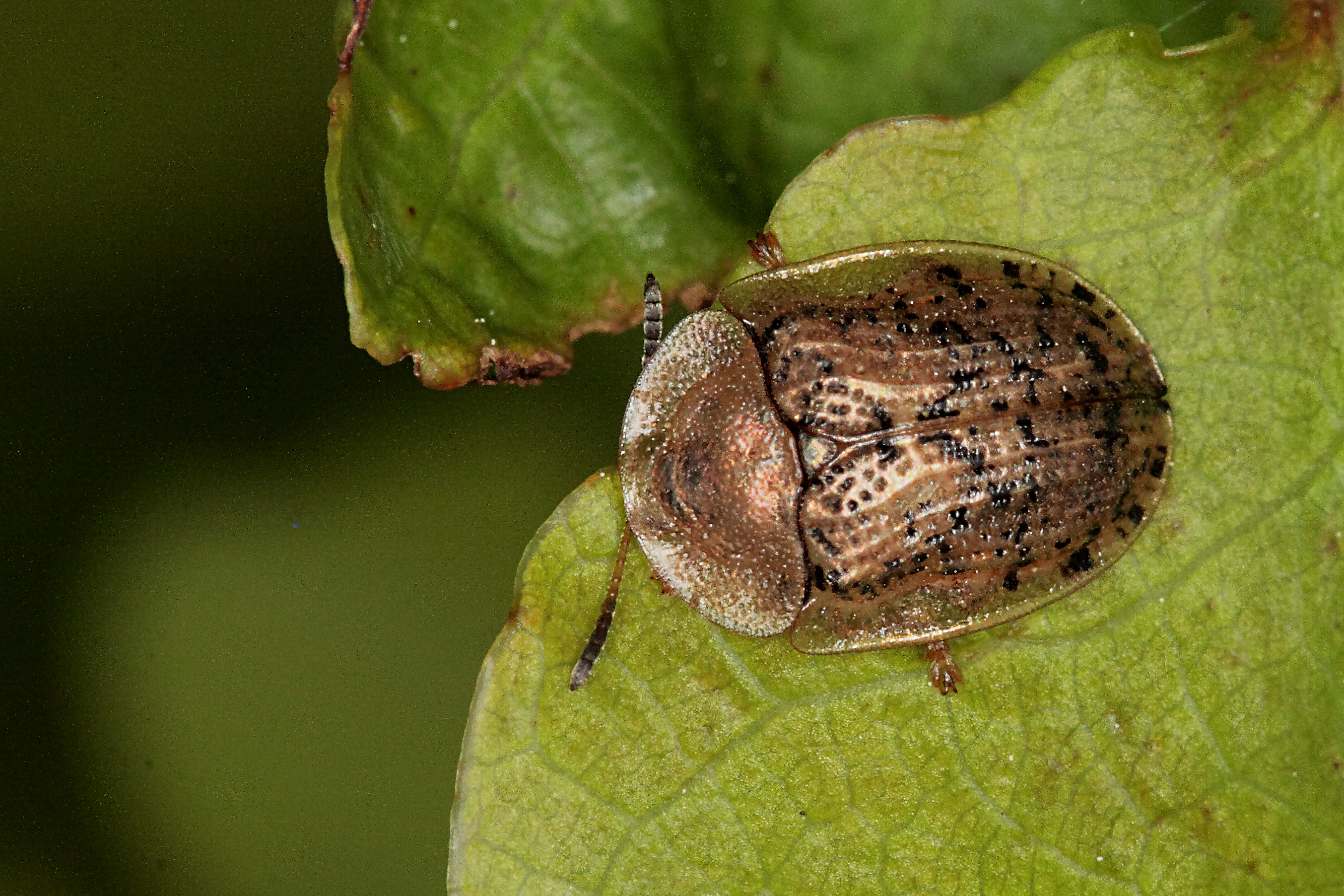
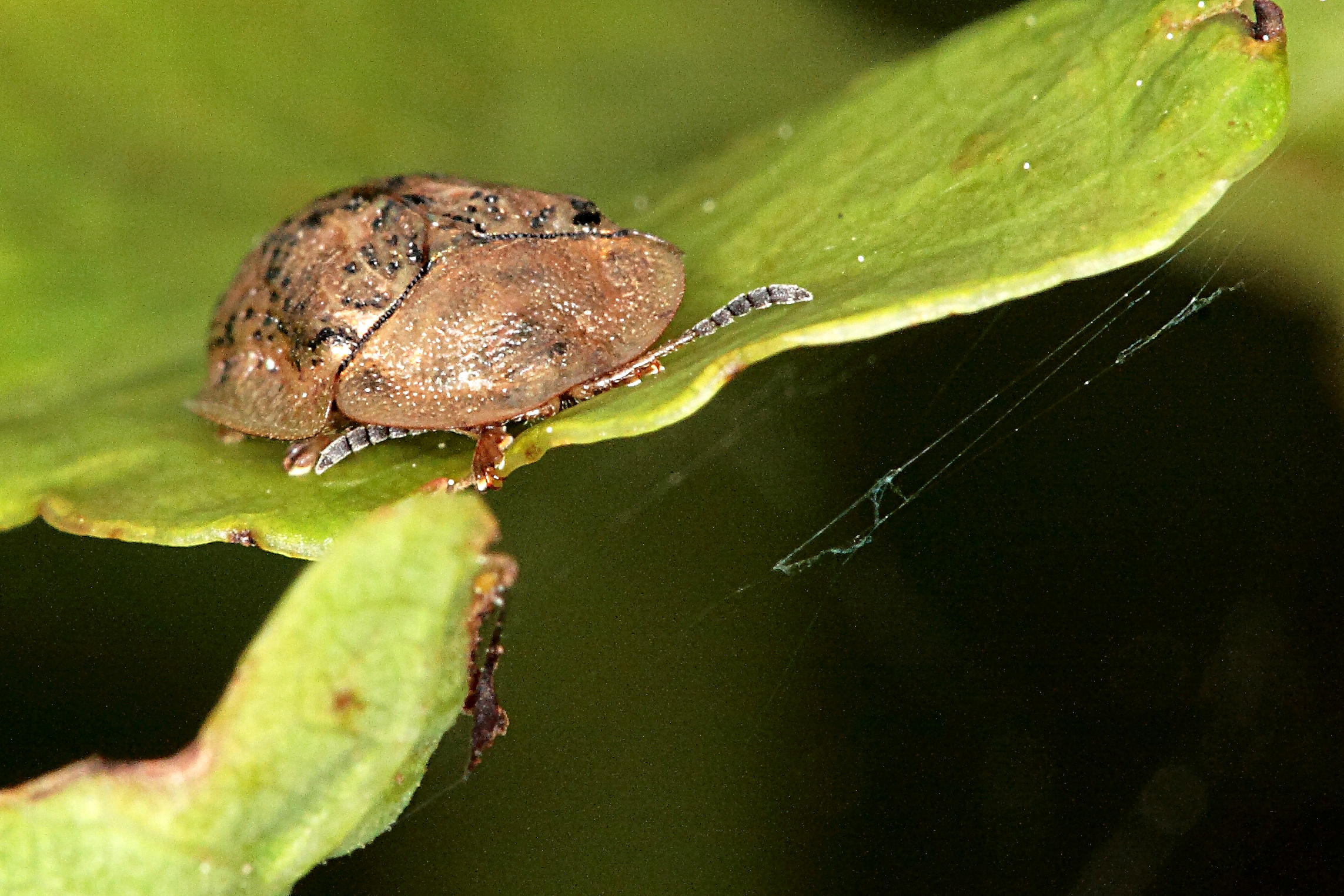
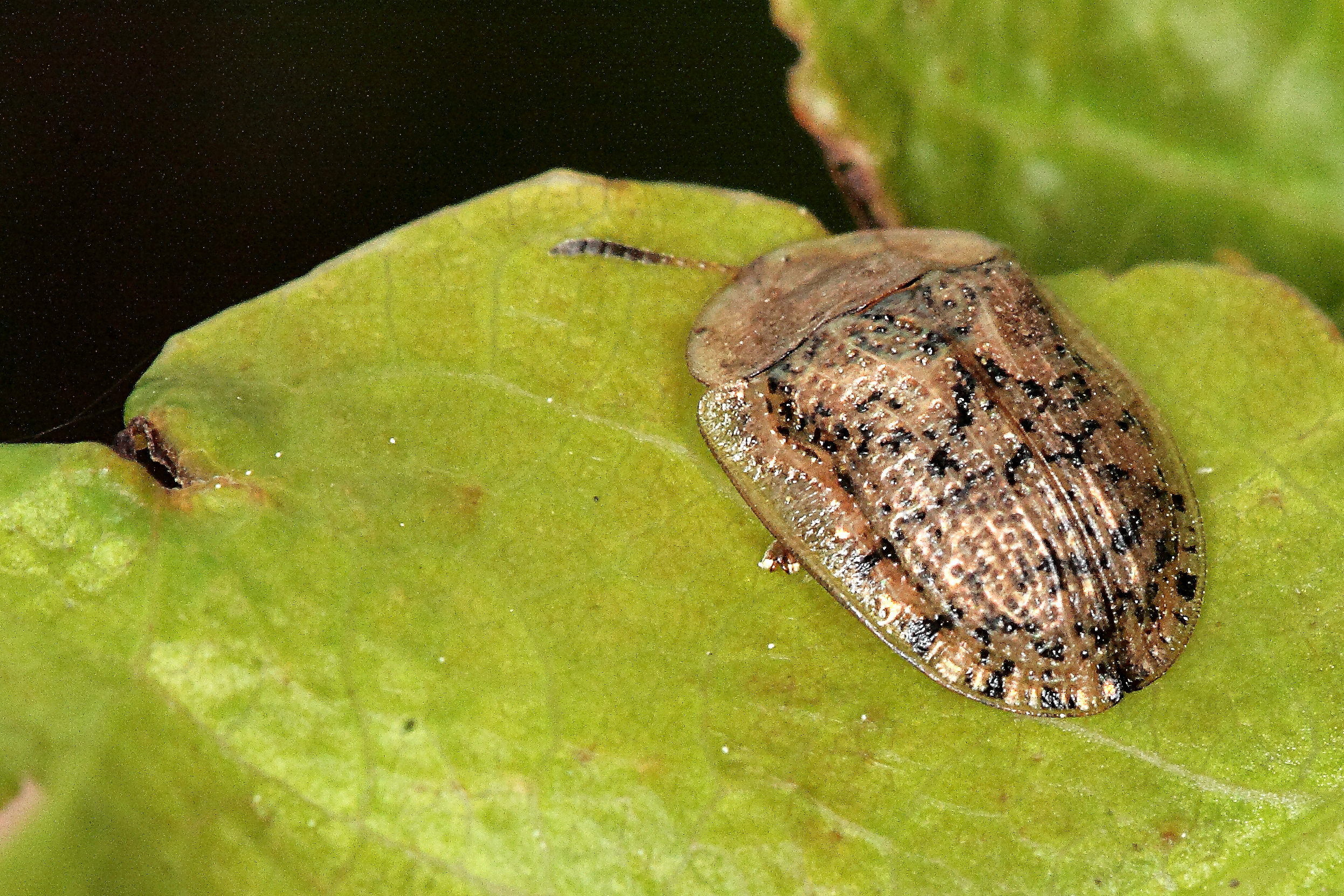
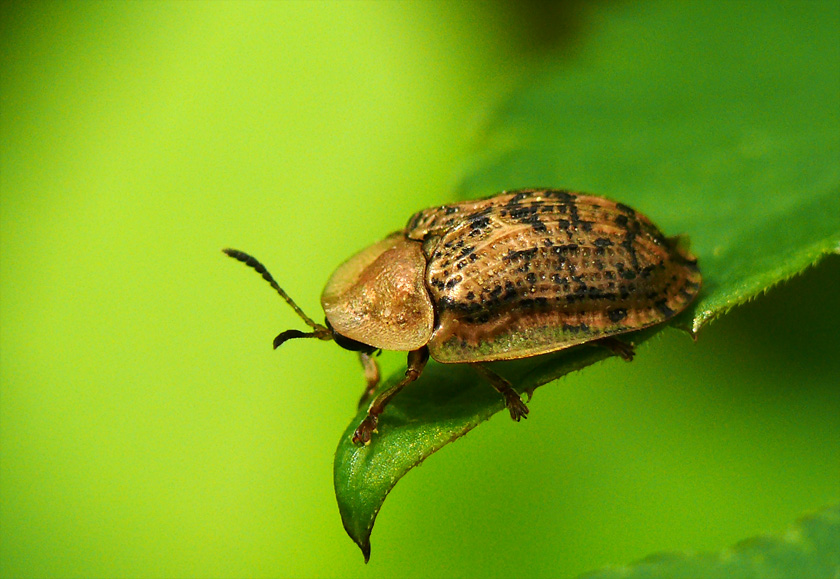